# Erik Partheen
Erik Sigvard Partheen, född 25 februari 1921 i Ysby församling, Hallands län, död 11 mars 2001 i Fässbergs församling, Västra Götalands län, var en svensk arkitekt.
Partheen, som var son till ingenjör Jonas Partheen och Ella Lundqvist, utexaminerades från tekniska gymnasiet i Göteborg 1941 och från Chalmers tekniska högskola 1946. Han var anställd på olika arkitektkontor 1946–1951 och var stadsarkitekt i Mölndals stad från 1951. Tillsammans med Einar Andreasson ritade han radhus i Mölndal (1955–1956).